# Mateusz Czyżycki
Mateusz Czyżycki (Jasło, 8 febbraio 1998) è un calciatore polacco, centrocampista dell'Odra Opole.

## Caratteristiche tecniche
È un centrocampista centrale, capace di giocare anche come trequartista.

## Carriera

### Gli inizi a Mielec e Tarnobrzeg
Cresciuto nelle giovanili dello Stal Mielec, Czyżycki esordisce fra i professionisti il 4 giugno 2016, a 18 anni, giocando gli ultimi dieci minuti della gara persa dai suoi contro il GKS Tychy.
Successivamente passa al Siarka Tarnobrzeg, anch'essa militante in II liga, terzo livello del campionato polacco. Qua gioca con regolarità, realizzando anche il suo primo gol da professionista in occasione della gara vinta per 0-3 contro l'Odra Opole in Puchar Polski. Resta in Precarpazia una stagione e mezzo, prima di firmare proprio con l'Odra Opole, con il quale ha la possibilità di esordire in I liga.

### Odra Opole
I primi sei mesi sono di ambientamento, e Czyżycki colleziona appena quattro presenze. Dalla stagione successiva, tuttavia, inizia a giocare con regolarità, alternandosi nel ruolo di mezzala e di trequartista. Realizza tre gol in trenta gare disputate, permettendo ai rossoblu di ottenere una salvezza tranquilla. Riconfermato per la stagione 2019-2020, si mette in luce con altre tre marcature indossando anche la fascia da capitano in occasione del match pareggiato 1-1 contro il Sandecja Nowy Sącz.

### Warta Poznań
Le sue buone prestazioni vengono notate in Ekstraklasa, e il 5 agosto 2020 viene annunciato il suo passaggio al Warta Poznań. Esordisce in massima serie il 23 agosto successivo giocando gli ultimi dieci minuti della gara persa contro il Lechia Gdańsk. Partito come riserva, nel corso delle partite si guadagna un ruolo sempre più importante nelle gerarchie di Piotr Tworek, che lo schiera spesso come trequartista. Il 21 novembre serve un assist che permette a Jan Grzesik di pareggiare i conti contro il Wisła Kraków, prima che Kuzimski la ribalti. Nel girone di ritorno si alterna con Maciej Żurawski nel ruolo di trequartista, contribuendo alle grandi prestazioni degli zieloni.
Il 25 luglio 2021, alla prima gara della stagione, realizza la sua prima rete in Ekstraklasa con un tiro al volo da sviluppo di calcio d'angolo, che fissa la gara contro lo Slask Wroclaw sul 2-2 finale.
Dopo una stagione e mezzo in Ekstraklasa, il 17 febbraio 2022 viene annunciato il suo passaggio al GKS Tychy, club di seconda divisione polacca.

## Statistiche

### Presenze e reti nei club
Statistiche aggiornate al 6 febbraio 2022.
| Stagione        | Squadra           | Campionato      | Campionato | Campionato | Coppe nazionali | Coppe nazionali | Coppe nazionali | Coppe continentali | Coppe continentali | Coppe continentali | Altre coppe | Altre coppe | Altre coppe | Totale | Totale |
| Stagione        | Squadra           | Comp            | Pres       | Reti       | Comp            | Pres            | Reti            | Comp               | Pres               | Reti               | Comp        | Pres        | Reti        | Pres   | Reti   |
| --------------- | ----------------- | --------------- | ---------- | ---------- | --------------- | --------------- | --------------- | ------------------ | ------------------ | ------------------ | ----------- | ----------- | ----------- | ------ | ------ |
| 2015-2016       | Stal Mielec       | 2L              | 1          | 0          | PP              | 0               | 0               | -                  | -                  | -                  | -           | -           | -           | 1      | 0      |
| 2016-2017       | Siarka Tarnobrzeg | 2L              | 31         | 0          | PP              | 2               | 1               | -                  | -                  | -                  | -           | -           | -           | 33     | 1      |
| 2017-feb.2018   | Siarka Tarnobrzeg | 2L              | 16         | 1          | PP              | 3               | 1               | -                  | -                  | -                  | -           | -           | -           | 19     | 2      |
| feb.-mag.2018   | Odra Opole        | 1L              | 4          | 0          | PP              | 0               | 0               | -                  | -                  | -                  | -           | -           | -           | 4      | 0      |
| 2018-2019       | Odra Opole        | 1L              | 30         | 3          | PP              | 3               | 0               | -                  | -                  | -                  | -           | -           | -           | 33     | 3      |
| 2019-2020       | Odra Opole        | 1L              | 31         | 3          | PP              | 1               | 0               | -                  | -                  | -                  | -           | -           | -           | 32     | 3      |
| 2020-2021       | Warta Poznań      | E               | 22         | 0          | PP              | 3               | 0               | -                  | -                  | -                  | -           | -           | -           | 25     | 0      |
| 2021-feb. 2022  | Warta Poznań      | E               | 17         | 1          | PP              | 0               | 0               | -                  | -                  | -                  | -           | -           | -           | 17     | 1      |
| feb.-mag. 2022  | GKS Tychy         | 1L              | 0          | 0          | PP              | 0               | 0               | -                  | -                  | -                  | -           | -           | -           | 0      | 0      |
| Totale carriera | Totale carriera   | Totale carriera | 152        | 8          |                 | 12              | 2               |                    | -                  | -                  |             | -           | -           | 164    | 10     |